# JadeWeserPort

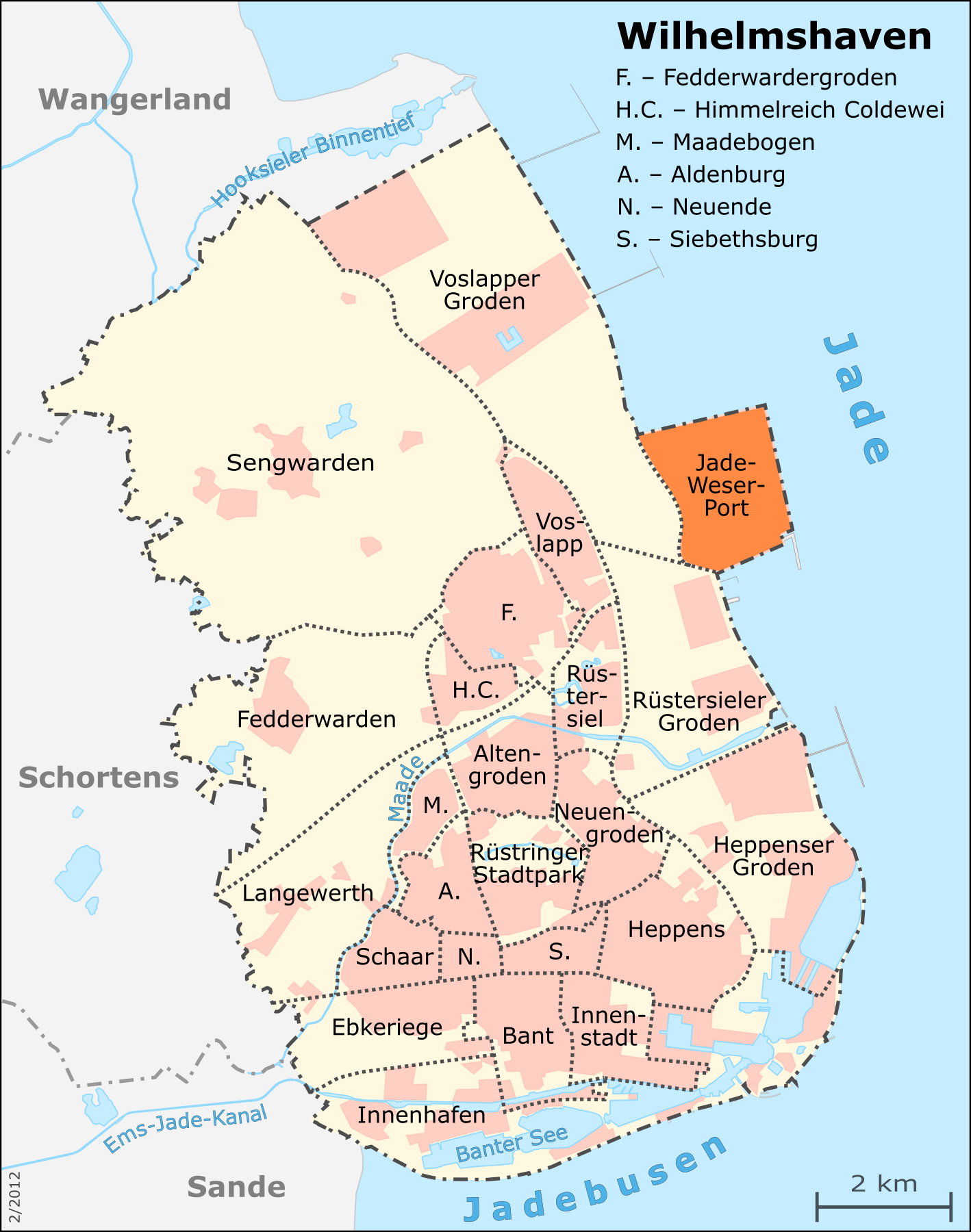
Situering JadeWeserPort in Wilhemshaven

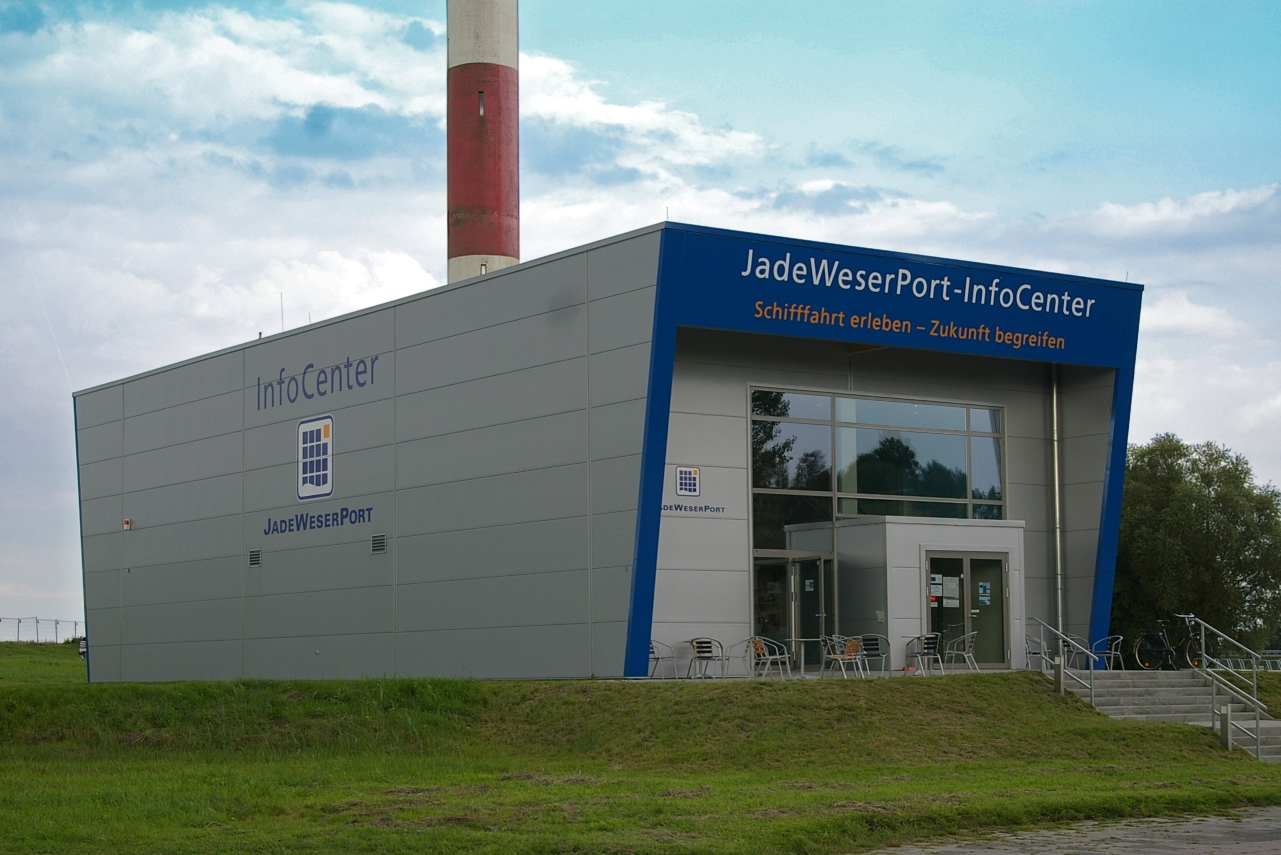
Bezoekerscentrum

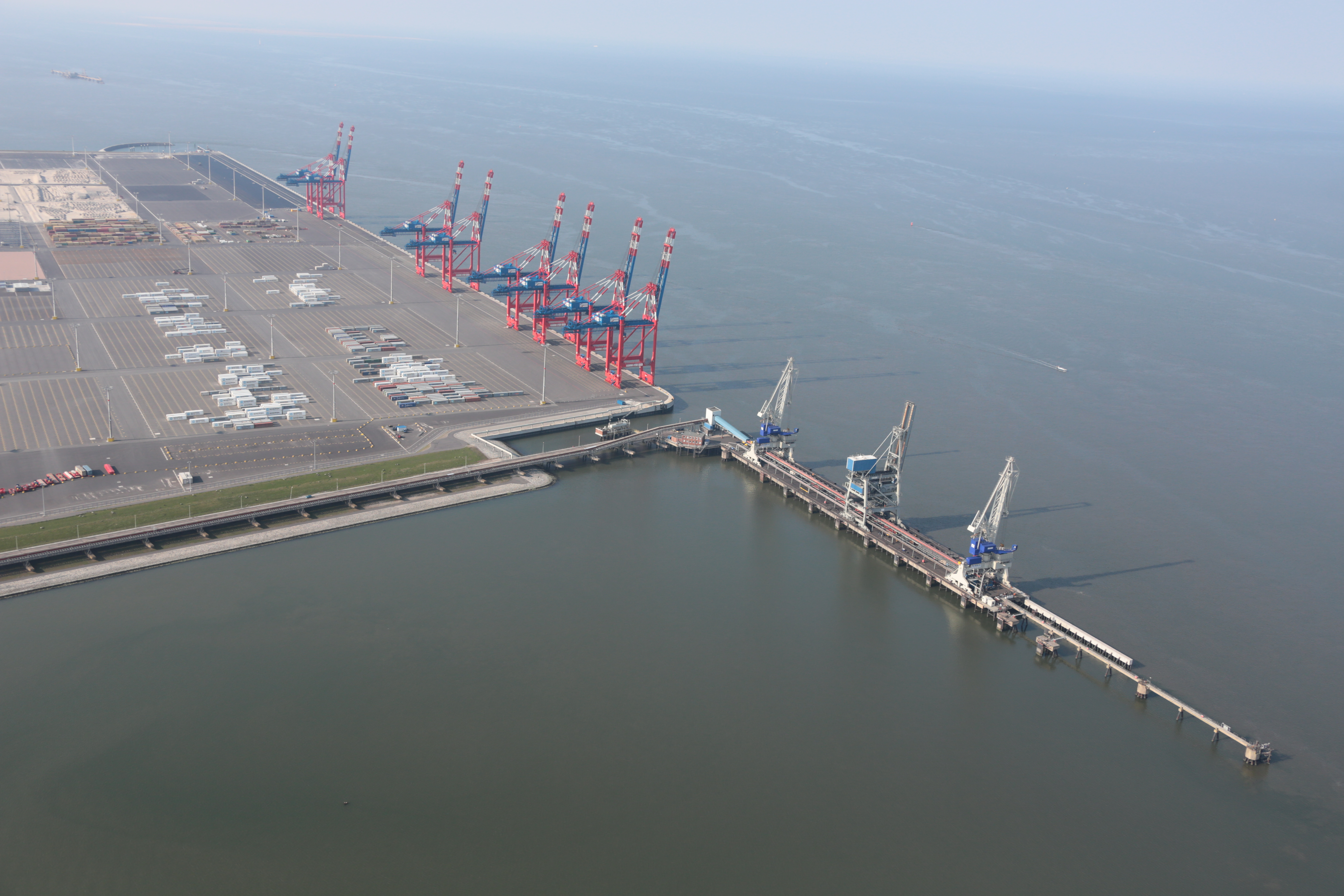
Een deel van de haven (luchtfoto uit 2013)

De JadeWeserPort is een containerhaven aan de noordkant van de Duitse stad Wilhelmshaven. De haven werd geopend in 2012 en was een gezamenlijk project van de deelstaten Nedersaksen en Hanzestad Bremen. Als enige haven in Duitsland is de JadeWeserPort bij ieder tij ook door de grootste containerschepen te bereiken.
Reeds in 1970 waren er plannen, om in dit gebied een groot havencomplex aan te leggen, maar dit kwam nooit verder dan de tekentafel. In januari 2003 werd JadeWeserPort Realisierungs GmbH & Co. KG opgericht om de ontwikkeling van de haven ter hand te nemen. In april 2006 werd het contract getekend met de toekomstige beheerder van de containerterminal, Eurogate Group. De vergunning voor de bouw werd in maart 2007 verleend en in mei 2008 begonnen de daadwerkelijke werkzaamheden. In april 2012 kwam de terminal in gebruik en de officiële opening vond plaats op 21 september 2012.
Voor de aanleg van de haven moesten het populaire strand Geniusstrand bij Wilhelmshaven-Voslapp en vogelreservaten, o.a. in de polder Voslapper Groden, worden opgeofferd. Als natuurcompensatie hiervoor zijn in de gemeente Butjadingen en aan de benedenloop van de Wezer twee landbouwgebieden ontpolderd en in natuurterrein omgezet. 
De huidige JadeWeserPort moet een overslagcapaciteit krijgen van 2,7 miljoen TEU-containers per jaar. Exploitante van de containerterminal is Eurogate GmbH & Co. KGaA, KG, dat gevestigd is te Bremen. Het bedrijf exploiteert de containerterminals in de drie grootste Noord-Duitse havens (Hamburg, Bremerhaven en Wilhelmshaven), alsmede zes terminals buiten Duitsland. Eurogate heeft het terminalbedrijf te Wilhelmshaven ondergebracht in een werkmaatschappij met de naam Container Terminal Wilhelmshaven (CTW). In september 2021 heeft Eurogate 30% van de aandelen in deze werkmaatschappij verkocht aan Hapag-Lloyd uit Hamburg. Sedert september 2021 is de spoorwegvervoertak van de JadeWeserPort, Rail Terminal Wilhelmshaven (RTW), een joint-venture van Eurogate en Hapag-Lloyd.
De haven kan containerschepen bedienen met een diepgang tot 18 meter, en is in dat opzicht de beste haven van geheel Duitsland.
De JadeWeserPort beschikt over een groot en modern station voor goederentreinen. In juli 2021 arriveerde op dit goederenspoorwegstation voor het eerst een uit de provincie Anhui in de Volksrepubliek China afkomstige goederentrein, beladen met 100 zeecontainers. Daarmee is ook de JadeWeserPort een onderdeel geworden van de Nieuwe Zijderoute.
Het Freight Village beschikt over parkeer-, laad- en losfaciliteiten, waar tegelijkertijd ruim 300 vrachtauto's gebruik van kunnen maken. Dicht bij de haven is een afrit van de Autobahn A29.
In 2022 is in de JadeWeserPort een terminal voor de aanvoer van LNG gebouwd. Ook is er, aan boord van een speciaal schip, een installatie aanwezig, die LNG in aardgas kan omzetten. Voor transport van dit product is een 26 km lange pijpleiding naar de ondergrondse gasopslag te Etzel, Oost-Friesland, aangelegd.

## Trivia
Geïnteresseerden kunnen van april tot november in het  bezoekerscentrum JadeWeserPort-InfoCenter exposities en films bekijken over de aanleg van de haven en over de moderne scheepvaart met containerschepen. Af en toe worden over het haventerrein toeristische rondleidingen per bus georganiseerd.